# Príncipe Rostislav (Rajmáninov)
El Príncipe Rostislav es un poema sinfónico de Sergéi Rajmáninov. Fue escrito cuando era un estudiante en el Conservatorio de Moscú, y se considera una de las primeras obras para orquesta que ha llegado a nuestros días. Una interpretación habitual de la obra dura de dieciséis a veinte minutos.
Está escrita en re menor y usa los instrumentos de una manera muy personal. Las melodías son más individuales y las texturas orquestales son bastante evocadoras. El Príncipe Rostislav tiene reminiscencias de la ópera Sadkó de Nikolai Rimski-Kórsakov (segunda versión, 1869).
El manuscrito está fechado del 9 al 15 de diciembre de 1888. El poema sinfónico se basa en una balada de 1856 escrita por Alekséi Konstantínovich Tolstói, titulada Príncipe Serebryany.
Al contrrario que su siguiente pieza orquestal, La Roca, el Príncipe Rostislav no contiene dedicatoria. Rajmáninov no tuvo intención de que su pieza se interpretara durante su vida. La primera interpretación del Príncipe Rostislav y otra obra temprana, el Scherzo en re menor, tuvo lugar en Moscú el 2 de noviembre de 1945, dirigida por Nikolai Anosof. El Príncipe Rostislav fue publicado en 1947.